# Barrow Association Football Club
El Barrow Association Football Club es un club de fútbol profesional con sede en la ciudad de Barrow-in-Furness, Cumbria, Inglaterra. El club participará en la Football League Two, el cuarto nivel de las ligas inglesas, en la temporada 2020-21 después de haber sido promovido como campeón de la National League 2019-20. Barrow juega sus partidos en el Holker Street, (actualmente patrocinados como Furness Building Society Stadium), cerca del centro de la ciudad y aproximadamente a 0,5 km de la Barrow Railway Station.
El club pasó más de cincuenta años en la Football League entre 1921 y 1972, logrando el ascenso a la división 3 al terminar tercero en la Football League Fourth Division en la temporada 1966-67. El período de la liga más alta de la historia del club iba a ser de corta duración y un retorno a la División 4 se produjo después del descenso en la temporada 1969-70. La suerte no mejoró y al final de la temporada 1971-72, después de un intento fallido para la reelección, Barrow fue votado fuera de la Football League, para ser reemplazado por el Hereford United de la Southern League. Barrow desde entonces ha pasado su tiempo en los dos niveles superiores de fútbol de las ligas inferiores, habiendo sido promovido cinco veces a la Conference (de los cuales eran un miembro fundador), y más recientemente como campeones de la Conference North en 2014-15. Además, han ganado dos veces la competición copera más prestigiosa de la no-liga, el FA Trophy (en 1990 y 2010), convirtiéndose en el único club que ha ganado el trofeo en el viejo y nuevo estadio de Wembley.

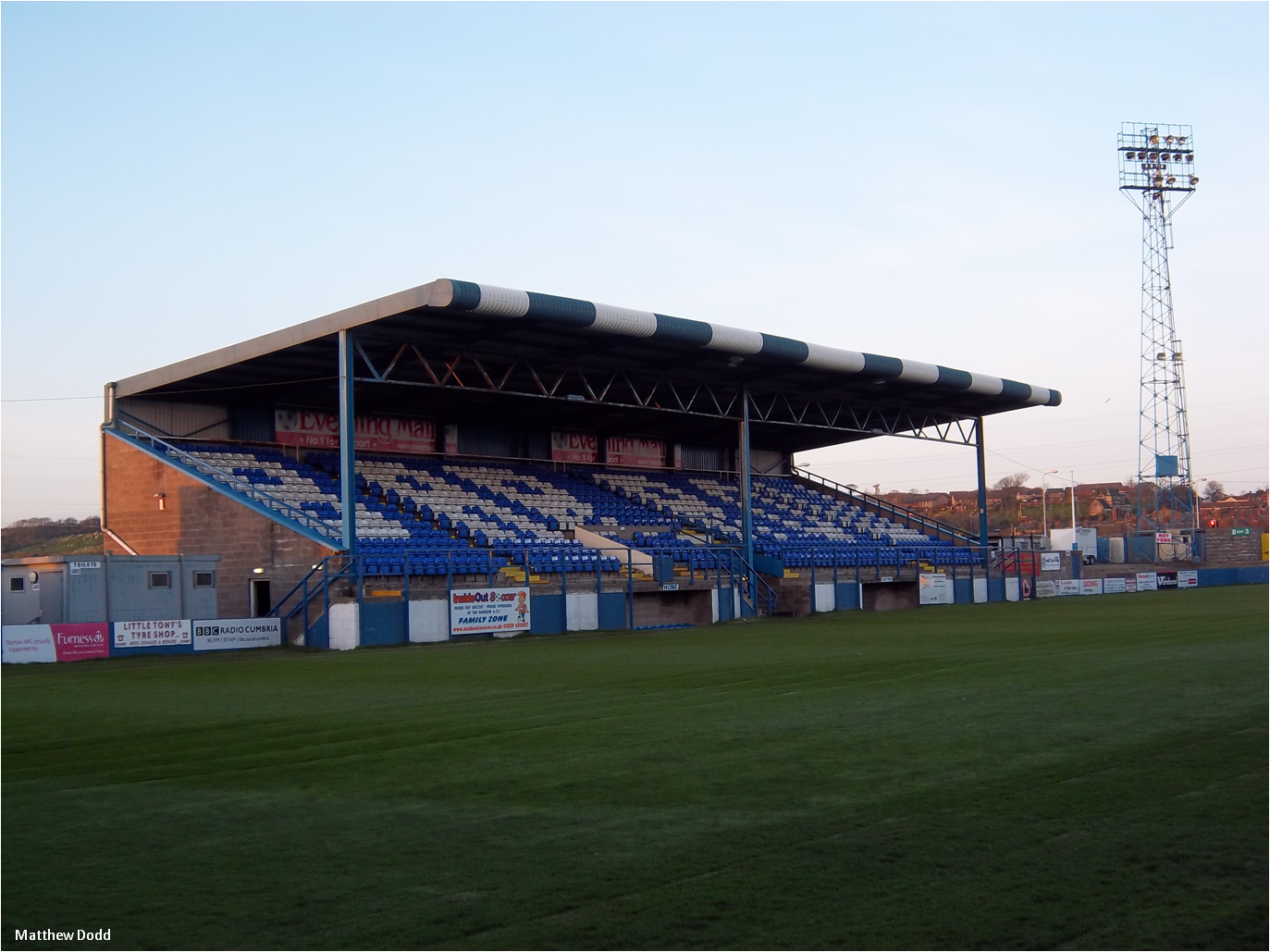
Holker Street Stadium.

## Palmarés
- Football League Division 4: 0
  - Play-off ganados: 1

1966-67
- FA Trophy: 2

1989–90, 2009–10
- Conference National: 1

2019-20
- Conference North: 1

2014-15
- - Play-off ganados: 1

2007–08
- Lancashire Senior Cup: 1

1954–55
- Northern Premier League: 3

1983–84, 1988–89, 1997–98
- - Sub-Campeón: 1

2002–03
- Lancashire Combination Division One: 1

1920–21
- - Sub-Campeón: 1

1913–14
- Lancashire Combination Division Two: 0
  - Sub-Campeón: 2

1904–05, 1910–11
- Northern Premier League Challenge Cup: 0
  - Finalista: 1

1987–88
- Northern Premier League President's Cup: 2

2001–02, 2003–04
- Peter Swales Shield: 1

1984–85
- Lancashire Junior Cup: 1

1980–81

## Entrenadores
| Nombre                         | País                         | Desde              | Hasta              | Récord | Récord | Récord | Récord | Récord | Récord | Récord     |
| Nombre                         | País                         | Desde              | Hasta              | J      | G      | E      | P      | GF     | GC     | % Victoria |
| ------------------------------ | ---------------------------- | ------------------ | ------------------ | ------ | ------ | ------ | ------ | ------ | ------ | ---------- |
| Jacob Fletcher                 | Inglaterra                   | Julio de 1901      | Abril de 1904      | 78     | 33     | 15     | 30     | 146    | 135    | 42.31%     |
| E. Freeland                    | Inglaterra                   | Abril de 1904      | ????               | ?      | ?      | ?      | ?      | ?      | ?      | ?          |
| W. Smith                       | Inglaterra                   | ????               | ????               | ?      | ?      | ?      | ?      | ?      | ?      | ?          |
| Alec Craig                     | Inglaterra                   | ????               | Mayo de 1907       | ?      | ?      | ?      | ?      | ?      | ?      | ?          |
| Roger Charnley                 | Inglaterra                   | Mayo de 1907       | ????               | ?      | ?      | ?      | ?      | ?      | ?      | ?          |
| Jacob Fletcher                 | Inglaterra                   | ????               | Septiembre de 1909 | ?      | ?      | ?      | ?      | ?      | ?      | ?          |
| Jas P. Phillips                | Inglaterra                   | Septiembre de 1909 | Julio de 1913      | ?      | ?      | ?      | ?      | ?      | ?      | ?          |
| John Parker                    | Inglaterra                   | Julio de 1913      | Julio de 1920      | 114    | 55     | 16     | 43     | 232    | 197    | 48.25%     |
| William Dickinson              | Inglaterra                   | Julio de 1920      | Mayo de 1922       | 72     | 37     | 11     | 24     | 121    | 82     | 51.39%     |
| Jimmy Atkinson                 | Inglaterra                   | Agosto de 1922     | Marzo de 1923      | 30     | 11     | 4      | 15     | 44     | 43     | 36.67%     |
| J.E. Moralee                   | Inglaterra                   | Abril de 1923      | Enero de 1926      | 112    | 29     | 18     | 65     | 121    | 217    | 25.89%     |
| Robert Greenhalgh              | Inglaterra                   | Enero de 1926      | Febrero de 1926    | 2      | 0      | 0      | 2      | 3      | 7      | 0%         |
| William Dickinson              | Inglaterra                   | Febrero de 1926    | Octubre de 1927    | 67     | 12     | 12     | 43     | 61     | 182    | 17.91%     |
| John S. Maconnachie            | Escocia                      | Octubre de 1927    | Diciembre de 1928  | 52     | 12     | 15     | 25     | 70     | 116    | 23.08%     |
| Andrew Walker                  | Inglaterra                   | Enero de 1929      | Junio de 1930      | 62     | 16     | 7      | 39     | 74     | 142    | 25.81%     |
| Thomas Miller                  | Inglaterra                   | Junio de 1930      | Noviembre de 1930  | 16     | 3      | 3      | 10     | 17     | 39     | 18.75%     |
| John Commins                   | Inglaterra                   | Noviembre de 1930  | Mayo de 1932       | 65     | 36     | 5      | 24     | 137    | 96     | 55.38%     |
| Tommy Lowes                    | Inglaterra                   | Mayo de 1932       | Abril de 1937      | 204    | 73     | 47     | 84     | 351    | 378    | 35.78%     |
| James Y. Bissett               | Inglaterra                   | Abril de 1937      | Diciembre de 1937  | 19     | 4      | 2      | 13     | 14     | 36     | 21.05%     |
| Fred Pentland                  | Inglaterra                   | Enero de 1938      | Junio de 1940      | 84     | 29     | 23     | 32     | 146    | 149    | 34.52%     |
| John Commins                   | Inglaterra                   | Agosto de 1945     | Marzo de 1947      | 54     | 17     | 10     | 27     | 71     | 104    | 31.48%     |
| Andy Beattie                   | Escocia                      | Marzo de 1947      | Abril de 1949      | 95     | 36     | 26     | 33     | 106    | 95     | 37.89%     |
| Jack Hacking                   | Inglaterra                   | Mayo de 1949       | Mayo de 1955       | 272    | 96     | 57     | 119    | 363    | 421    | 35.29%     |
| Joe Harvey                     | Inglaterra                   | Julio de 1955      | Junio de 1957      | 92     | 33     | 18     | 41     | 137    | 145    | 35.87%     |
| Norman Dodgin                  | Inglaterra                   | Julio de 1957      | Mayo de 1958       | 46     | 13     | 15     | 18     | 66     | 74     | 28.26%     |
| Bill Brown                     | Inglaterra                   | Julio de 1958      | Agosto de 1959     | 46     | 9      | 10     | 27     | 51     | 104    | 19.57%     |
| Bill Rogers                    | Inglaterra                   | Agosto de 1959     | Octubre de 1959    | 15     | 3      | 5      | 7      | 24     | 37     | 20%        |
| Ron Staniforth                 | Inglaterra                   | Octubre de 1959    | Julio de 1964      | 213    | 67     | 61     | 85     | 312    | 360    | 31.46%     |
| Don McEvoy                     | Inglaterra                   | Julio de 1964      | Julio de 1967      | 138    | 52     | 32     | 54     | 207    | 235    | 37.68%     |
| Colin Appleton                 | Inglaterra                   | Agosto de 1967     | Enero de 1969      | 70     | 32     | 13     | 25     | 103    | 90     | 45.71%     |
| Fred Else                      | Inglaterra                   | Enero de 1969      | Febrero de 1969    | 5      | 0      | 1      | 4      | 2      | 14     | 0%         |
| Norman Bodell                  | Inglaterra                   | Marzo de 1969      | Febrero de 1970    | 46     | 9      | 11     | 27     | 38     | 82     | 19.57%     |
| Don McEvoy                     | Inglaterra                   | Febrero de 1970    | Noviembre de 1971  | 78     | 15     | 18     | 45     | 88     | 142    | 19.23%     |
| Bill Rogers                    | Inglaterra                   | Noviembre de 1971  | Noviembre de 1971  | 2      | 0      | 1      | 1      | 2      | 3      | 0%         |
| Jack Crompton                  | Inglaterra                   | Diciembre de 1971  | Junio de 1972      | 28     | 10     | 5      | 13     | 25     | 40     | 35.71%     |
| Peter Kane                     | Inglaterra                   | Julio de 1972      | Junio de 1974      | 92     | 25     | 13     | 54     | 98     | 195    | 27.17%     |
| Brian Arrowsmith               | Inglaterra                   | Julio de 1974      | Noviembre de 1975  | 67     | 12     | 18     | 37     | 61     | 115    | 17.91%     |
| Ron Yeats                      | Escocia                      | Diciembre de 1975  | Febrero de 1977    | 46     | 15     | 8      | 23     | 61     | 90     | 32.61%     |
| Alan Coglan Billy McAdams      | Inglaterra Irlanda del Norte | Febrero de 1977    | Julio de 1977      | 21     | 5      | 3      | 13     | 26     | 38     | 23.81%     |
| David Hughes                   | Inglaterra                   | Julio de 1977      | Julio de 1977      | 0      | 0      | 0      | 0      | 0      | 0      | 0%         |
| Brian McManus                  | Inglaterra                   | Julio de 1977      | Noviembre de 1979  | 103    | 31     | 23     | 49     | 115    | 161    | 30.10%     |
| Micky Taylor                   | Inglaterra                   | Noviembre de 1979  | Mayo de 1983       | 147    | 52     | 35     | 60     | 192    | 206    | 35.37%     |
| Vic Halom                      | Inglaterra                   | Julio de 1983      | Mayo de 1984       | 42     | 29     | 10     | 3      | 92     | 38     | 69.05%     |
| Peter McDonnell                | Inglaterra                   | Julio de 1984      | Noviembre de 1984  | 17     | 5      | 9      | 3      | 27     | 21     | 29.41%     |
| Joe Wojciechowicz              | Inglaterra                   | Noviembre de 1984  | December 1984      | 1      | 0      | 0      | 1      | 1      | 3      | 0%         |
| Brian Kidd                     | Inglaterra                   | Diciembre de 1984  | Abril de 1985      | 19     | 5      | 6      | 8      | 14     | 20     | 26.32%     |
| John Cooke                     | Inglaterra                   | Abril de 1985      | Abril de 1985      | 3      | 1      | 0      | 2      | 3      | 9      | 33.33%     |
| Bob Murphy                     | Inglaterra                   | Abril de 1985      | Mayo de 1985       | 2      | 0      | 1      | 1      | 2      | 4      | 0%         |
| Maurice Whittle                | Inglaterra                   | Mayo de 1985       | Octubre de 1985    | 12     | 0      | 4      | 8      | 11     | 29     | 0%         |
| David Johnson                  | Inglaterra                   | Octubre de 1985    | Marzo de 1986      | 16     | 5      | 2      | 9      | 13     | 28     | 31.25%     |
| Glenn Skivington Neil McDonald | Inglaterra                   | Marzo de 1986      | Marzo de 1986      | 4      | 0      | 0      | 4      | 4      | 10     | 0%         |
| Ray Wilkie                     | Inglaterra                   | Marzo de 1986      | Noviembre de 1991  | 236    | 93     | 62     | 81     | 325    | 311    | 39.41%     |
| Neil McDonald                  | Inglaterra                   | Noviembre de 1991  | Diciembre de 1991  | 4      | 1      | 0      | 3      | 7      | 9      | 25%        |
| John King                      | Inglaterra                   | Diciembre de 1991  | Mayo de 1992       | 22     | 5      | 6      | 11     | 24     | 36     | 22.73%     |
| Graham Heathcote               | Inglaterra                   | Mayo de 1992       | Diciembre de 1992  | 23     | 10     | 7      | 6      | 40     | 31     | 43.48%     |
| Richard Dinnis                 | Inglaterra                   | Diciembre de 1992  | Octubre de 1993    | 30     | 12     | 6      | 12     | 45     | 40     | 40%        |
| Mick Cloudsdale                | Inglaterra                   | Octubre de 1993    | Junio de 1994      | 31     | 14     | 8      | 9      | 45     | 35     | 45.16%     |
| Tony Hesketh                   | Inglaterra                   | Junio de 1994      | Marzo de 1996      | 74     | 32     | 16     | 26     | 121    | 101    | 43.24%     |
| Neil McDonald Franny Ventre    | Inglaterra                   | Marzo de 1996      | Marzo de 1996      | 2      | 0      | 0      | 2      | 3      | 6      | 0%         |
| Mike Walsh                     | Inglaterra                   | Marzo de 1996      | Octubre de 1996    | 20     | 11     | 5      | 4      | 32     | 20     | 55%        |
| Owen Brown                     | Inglaterra                   | Octubre de 1996    | Enero de 1999      | 100    | 49     | 22     | 29     | 127    | 95     | 49%        |
| Shane Westley                  | Inglaterra                   | Enero de 1999      | Julio de 1999      | 16     | 4      | 4      | 8      | 13     | 22     | 25%        |
| Greg Challender                | Inglaterra                   | Julio de 1999      | Agosto de 1999     | 0      | 0      | 0      | 0      | 0      | 0      | 0%         |
| Kenny Lowe                     | Inglaterra                   | Agosto de 1999     | Mayo de 2003       | 176    | 78     | 46     | 52     | 307    | 233    | 44.32%     |
| Lee Turnbull                   | Inglaterra                   | Mayo de 2003       | Noviembre de 2005  | 102    | 41     | 28     | 33     | 164    | 146    | 40.20%     |
| Darren Edmondson               | Inglaterra                   | Noviembre de 2005  | Diciembre de 2005  | 3      | 1      | 2      | 0      | 5      | 3      | 33.33%     |
| Phil Wilson                    | Inglaterra                   | Diciembre de 2005  | Noviembre de 2007  | 78     | 20     | 24     | 34     | 85     | 100    | 25.64%     |
| Darren Sheridan David Bayliss  | Inglaterra                   | Noviembre de 2007  | Febrero de 2012    | 168    | 59     | 50     | 59     | 215    | 220    | 35.11%     |
| David Bayliss                  | Inglaterra                   | Febrero de 2012    | Noviembre de 2013  | 91     | 15     | 16     | 30     | 59     | 110    | 16.48%     |
| Alex Meechan                   | Inglaterra                   | Noviembre de 2013  | Diciembre de 2013  | 4      | 0      | 2      | 2      | 3      | 12     | 0%         |
| Darren Edmonson                | Inglaterra                   | Diciembre de 2013  | Noviembre de 2015  | 96     | 46     | 21     | 29     |        |        | 47.92%     |
| Paul Cox                       | Inglaterra                   | Noviembre de 2015  | Agosto de 2017     | 86     | 37     | 30     | 19     |        |        | 43.02%     |
| Micky Moore                    | Inglaterra                   | Agosto de 2017     | Octubre de 2017    | 11     | 1      | 4      | 6      | 9      | 14     | 9.09%      |
| Neill Hornby                   | Inglaterra                   | Octubre de 2017    | Octubre de 2017    | 1      | 0      | 0      | 2      | 4      | 6      | 0%         |
| Adrian Pennock                 | Inglaterra                   | Octubre de 2017    | Mayo de 2018       | 17     | 6      | 5      | 6      |        |        | 35.29%     |
| Ian Evett                      | Inglaterra                   | Junio de 2018      |                    | 4      | 2      | 1      | 1      |        |        | 50%        |